# Frode Johnsen
Frode Johnsen, norveški nogometaš, * 17. marec 1974, Skien, Norveška.
Za norveško reprezentanco je odigral 35 uradnih tekem in dosegel deset golov.